# Богуслав Радзивілл
Богуслав Радзивілл (пол. Bogusław Radziwiłł, лит. Boguslavas Radvila. біл. Багуслаў Радзівіл; 3 травня 1620 Гданьск — 31 грудня 1669 під Кенігсбергом) — державний і військовий діяч Речі Посполитої. Великий хорунжий Великого князівства Литовського i конюший з 1646 р. Представник магнатського роду князів Радзивіллів.

## Біографія
Син віленського каштеляна, великого гетьмана литовського, князя Януша Радзивілла та його другої дружини, княжни Елізабет Софії Бранденбурзької. Народився вранці 3 травня 1620 між 4-ю та 5-ю годинами. Один із нащадків короля Польщі Казимира IV. Виховувався у кальвіністських школах Великого князівства Литовського. З 1637 року навчався за кордоном в Англії, Голландії, Німеччині, Франції.
Після повернення на батьківщину отримав посаду литовського конюшого, з 1649 очолював королівську гвардію. Брав участь у боротьбі з козацькими військами під час національно-визвольної війни українського народу під проводом Б. Хмельницького 1648–1657. Під час Російсько-польської війни в 1655 році брав участь в облозі Могильова. Після шведського вторгнення в Польщу, разом зі своїм двоюрідним братом Янушем Радзивіллом почав переговори з королем Швеції Карлом X Густавом, спрямовані на вихід Великого князівства Литовського зі складу Речі Посполитої. Вони завершилися укладанням Кейданської унії. У 1656 був підписаний Раднотський договір між представниками українського гетьмана Богдана Хмельницького, курфюрста Бранденбурга Фрідріха-Вільгельма, Семигороду, Швеції та Богуслава Радзивіла про військовий союз проти Польщі . За службу курфюрст Ф. Вільгельм призначив Б. Радзивілла генерал-губернатором Прусії.
Мав посаду барського старости.
Помер несподівано від апоплексичного удару, повертаючись з полювання на куріпок. Був похований поряд з дружиною в костелі євангелістів Крулевця.

## Сім'я і діти
Був одружений з двоюрідною племінницею — дочкою двоюрідного брата, Анною Марією Радзивілл (1640–1667). Мав дочку — Людовіку Кароліну Радзивілл (1667–1695).

## Нащадки
Його прямий нащадок — Єлизавета, імператриця Австрії, а також відповідно її діти і нащадки.

## Вшанування пам'яті

### У літературі та кінематографі
Образ Богуслава Радзивілла змальовано у романі Генрика Сенкевича «Потоп» та в однойменній польській кінокартині Єжи Гофмана (1974), де він виведений як негативний персонаж, його роль виконав Лешек Телешіньскі.
У 2016—2021 рр, в українському видавництві Темпора вийшла трилогія Ірини Даневської «Німецький принц Богуслав Радзивіл», «Генерал короля Богуслав Радзивіл» та «Державець Регіомонта Богуслав Радзивіл», в основу яких покладено «Автобіографію» князя.